# Tantal(V) oxide
Tantal(V) oxide, còn được gọi dưới một cái tên khác là tantal pentoxide, là một hợp chất vô cơ có thành phần gồm hai nguyên tố tantal và oxy, có công thức hóa học Ta2O5. Về mặt bề ngoài, hợp chất này là một chất rắn màu trắng không tan trong tất cả các dung môi, trừ các base mạnh và axit fluorhydric. Ta2O5 là một vật liệu trơ với chỉ số khúc xạ cao và hấp thụ thấp (không màu), làm cho nó có ứng dụng rộng rãi trong việc chế tạo các lớp phủ. Hợp chất này cũng được sử dụng rộng rãi trong sản xuất tụ điện, do hằng số điện trở cao của nó.

## Sử dụng

### Trong điện tử
Tantal(V) oxide đã được sử dụng trong nhiều linh kiện điện tử, đặc biệt là trong các tụ điện tantal. Chúng được sử dụng trong điện tử ô tô, điện thoại di động và máy nhắn tin, mạch điện tử; các bộ phận màng mỏng; và các công cụ tốc độ cao. Ngoài ra, tantan(V) Oxide còn có những ứng dụng khác, ví dụ như trong các bộ cảm biến chuyển đổi.

### Sử dụng khác
Do chỉ số khúc xạ cao, Ta2O5 được sử dụng trong chế tạo thấu kính thủy tinh.